# Tribalus minimus
Tribalus minimus är en skalbaggsart som först beskrevs av P. Rossi 1790.  Tribalus minimus ingår i släktet Tribalus och familjen stumpbaggar. Inga underarter finns listade i Catalogue of Life.